# 日本ロシア文学会
日本ロシア文学会（にほんロシアぶんがっかい、ロシア語: Японская ассоциация русистов, ЯАР、英語: Japan Association for the Study of Russian Language and Literature, JASRLL）は、日本の学術研究団体の一つ。日本学術会議協力学術研究団体である。
ロシア文学・ロシア語学者の学術研究団体として1950年（昭和25年）7月11日に発足した。学会誌『ロシア語ロシア文学研究』を刊行している。また、学会賞として「日本ロシア文学会賞」と「日本ロシア文学会大賞」を設けている。

## 歴代会長
- 1950年: 八杉貞利
- 1962年: 米川正夫
- 1966年: 原久一郎
- 1967年: 中村白葉
- 1975年: 木村彰一
- 1981年: 東郷正延
- 1985年: 和久利誓一
- 1988年: 米川哲夫
- 1993年: 原卓也
- 2001年: 川端香男里
- 2006年: 井桁貞義
- 2009年: 沼野充義
- 2014年: 望月哲男
- 2017年: 三谷惠子[注 1]
- 2021年: 中村唯史[9]

## 日本ロシア文学会大賞
- 第1回（2014年度）：井桁貞義（ドストエフスキーの研究を中心に）
- 第2回（2015年度）：吉岡ゆき（通訳者としての貢献、翻訳など）
- 第3回（2016年度）：諫早勇一（ロシア文学の研究、ロシア語教育への貢献など）
- 第4回（2017年度）：桑野隆（言語学、詩学などの研究、バフチンの紹介など）
- 第5回（2018年度）：澤田和彦（ゴンチャローフ研究、日露交流史など）
- 第6回（2019年度）：佐藤昭裕（古教会スラブ語と中世ロシア文章語の研究）
- 第7回（2020年度）：中澤敦夫（中世ロシア研究、古儀式派研究など）
- 第8回（2021年度）：該当者なし[10]。
- 第9回（2022年度）：井上幸義
- 第10回（2023年度）：上田洋子